# Брайън Грийн
Брайън Грийн (на английски: Brian Greene) е физик-теоретик и популяризатор на науката. Докато теорията на суперструните е във възход, той добива известност, пишейки книги с нейни общодостъпни изложения.

## Биография
На 12-годишна възраст усвоява математиката, изучавана в гимназиите, и родителите му са принудени да поканят професор от Колумбийския университет за частни уроци.
Започва да учи в Харвард през 1980 и в Оксфорд през 1986, откъдето получава докторска степен. От 1990 до 1995 е професор в Корнел, от 1996 година става професор в Колумбийския университет. Изнася лекции пред различни аудитории в 25 страни.